# 上辻佑実
上辻 佑実（うえつじ ゆみ、1987年11月30日 - ）は、大阪府吹田市出身の女子サッカー選手。台湾・高雄AttackersFC所属。ポジションはミッドフィールダー。

## 来歴

### ユース
大阪府立鳥飼高校卒業。朱雀FCののち、スペランツァFC大阪高槻の下部組織であったラガッツァFC高槻スペランツァに入団。チームメイトに阪口瑞穂がいた。
2003、2004年度、下部組織所属ながらトップチームのスペランツァF.C.高槻で試合出場。
2005年、ラガッツァFC高槻スペランツァから分離独立したFCヴィートリアに移籍。

### シニア
2006年、東京電力女子サッカー部マリーゼに移籍。2011年のなでしこリーグが始まる直前で発生した東日本大震災と福島第一原子力発電所事故を受けて、所属していた東京電力女子サッカー部マリーゼは活動を自粛。自宅待機扱いとなってサッカーから離れていたが、同年5月18日にアルビレックス新潟レディースへの移籍加入が発表された。同じくセットプレーの名手であるチームメイトの上尾野辺めぐみとは、左を上尾野辺、右を上辻が担当するなど、分担していた。
翌2012年1月1日に旧国立競技場で開催された第33回全日本女子サッカー選手権大会（皇后杯）決勝戦に出場。INAC神戸レオネッサに0-3で破れ、準優勝となった。
2012年1月17日、東京電力女子サッカー部マリーゼの受け皿として創設されたベガルタ仙台レディースへの移籍が発表された。
2013年11月、ベガルタ仙台レディースのチーム年間MVPとして選出・表彰される。
2015年1月19日、日テレ・ベレーザへの移籍が発表された。背番号は8番。
2015年7月26日開催の2015プレナスなでしこリーグ1部レギュラーシリーズ 第13節（アルビレックス新潟レディース戦）でリーグ戦200試合出場を達成。同年9月6日開催のなでしこリーグレギュラーシリーズ第14節のキックオフ前に、リーグ戦100試合出場を達成した有吉佐織とともに表彰セレモニーが行われた。また、本人サイン入りの記念Tシャツが限定で発売された。11月10日に開催されたなでしこリーグ表彰式では、200試合出場達成に対して特別表彰が行われた。
2019年1月11日、ちふれASエルフェン埼玉に完全移籍することが発表された。負傷の少ない選手ではあるものの、日テレ・ベレーザのリリースでは「昨年は怪我でサッカーができない期間があった」と明かしている。同年5月12日、2019プレナスなでしこリーグ2部 第8節（大和シルフィード戦）で、リーグ戦250試合出場を達成。6月2日の2019プレナスなでしこリーグカップ2部 Aグループ 第4節のキックオフ前に表彰セレモニーが行われた。
2021年1月14日、2021-22シーズンより大宮アルディージャVENTUSに移籍することが発表された。
2024年5月23日、契約満了に伴い大宮アルディージャVENTUSを退団することが発表された。
2024年7月30日、台湾ムーランリーグ（女子1部リーグ）高雄Attackers FC（Kaosiung Attackers FC）にシーズン途中で加入した。背番号は17番。高雄Attackers FCは2024年11月23日に開催されたリーグ戦で勝利し、リーグタイトルを獲得した。

### 代表
2012年4月5日、フル代表初キャップを刻む。
2015年2月、なでしこジャパンの国内合宿のサポートメンバーとして召集されていたが、3月にポルトガルで開催されるアルガルヴェ・カップ2015に、横山久美と共になでしこジャパンに追加召集された。背番号は16番。グループリーグのポルトガル戦（3-0で勝利）と、順位決定戦のアイスランド戦（2-0で勝利）に出場した。同年8月に開催されたEAFF女子東アジアカップにも招集された。背番号は7番。第2戦の韓国戦に出場した（1-2で敗戦）。

## 人物
- 同じ1987年生まれの阪口瑞穂とは、スペランツァやFCヴィートリア時代からチームメイトで、今も仲が良いことで知られる。また、東京電力女子サッカー部マリーゼのチームメイトだった同じく1987年生まれの鮫島彩とも仲がよい。
- 中島依美はスペランツァ時代の後輩（3学年下）に当たる。また、ノジマステラ神奈川相模原に在籍し2017年シーズンで引退した尾山沙希はFCヴィトーリア時代の1学年後輩にあたる。
- 自他ともに認めるシャイな性格。好物はチョコレート。
- キック力には定評があり、利き足は右だが、左でも精度の高い長いパスを蹴ることができる。セットプレーのキッカーを務めることも多い。

## 個人成績

### クラブ
| 国内大会個人成績 | 国内大会個人成績               | 国内大会個人成績 | 国内大会個人成績   | 国内大会個人成績                   | 国内大会個人成績                   | 国内大会個人成績                   | 国内大会個人成績                   | 国内大会個人成績                   | 国内大会個人成績                   | 国内大会個人成績                   | 国内大会個人成績                   |
| 年度             | クラブ                         | 背番号           | リーグ             | リーグ戦                           | リーグ戦                           | リーグ杯                           | リーグ杯                           | オープン杯                         | オープン杯                         | 期間通算                           | 期間通算                           |
| 年度             | クラブ                         | 背番号           | リーグ             | 出場                               | 得点                               | 出場                               | 得点                               | 出場                               | 得点                               | 出場                               | 得点                               |
| 日本             | 日本                           | 日本             | 日本               | リーグ戦                           | リーグ戦                           | リーグ杯                           | リーグ杯                           | 皇后杯                             | 皇后杯                             | 期間通算                           | 期間通算                           |
| ---------------- | ------------------------------ | ---------------- | ------------------ | ---------------------------------- | ---------------------------------- | ---------------------------------- | ---------------------------------- | ---------------------------------- | ---------------------------------- | ---------------------------------- | ---------------------------------- |
| 2003             | スペランツァ大阪高槻           | 25               | L・リーグ          | 4                                  | 0                                  | -                                  | -                                  | 0                                  | 0                                  | 4                                  | 0                                  |
| 2004             | スペランツァ大阪高槻           | 16               | L・リーグ1部       | 12                                 | 0                                  | -                                  | -                                  | 0                                  | 0                                  | 12                                 | 0                                  |
| 2006             | 東京電力女子サッカー部マリーゼ | 24               | なでしこ Div.1     | 16                                 | 2                                  | -                                  | -                                  | 2                                  | 1                                  | 18                                 | 3                                  |
| 2007             | 東京電力女子サッカー部マリーゼ | 20               | なでしこ Div.2     | 18                                 | 1                                  | 4                                  | 0                                  | 2                                  | 0                                  | 24                                 | 1                                  |
| 2008             | 東京電力女子サッカー部マリーゼ | 17               | なでしこ Div.1     | 21                                 | 0                                  | -                                  | -                                  | 3                                  | 1                                  | 24                                 | 1                                  |
| 2009             | 東京電力女子サッカー部マリーゼ | 8                | なでしこ Div.1     | 21                                 | 3                                  | -                                  | -                                  | 3                                  | 2                                  | 24                                 | 5                                  |
| 2010             | 東京電力女子サッカー部マリーゼ | 8                | なでしこ           | 18                                 | 5                                  | 5                                  | 0                                  | 2                                  | 0                                  | 25                                 | 5                                  |
| 2011             | 東京電力女子サッカー部マリーゼ | 7                | なでしこ           | 東日本大震災によりチームが活動自粛 | 東日本大震災によりチームが活動自粛 | 東日本大震災によりチームが活動自粛 | 東日本大震災によりチームが活動自粛 | 東日本大震災によりチームが活動自粛 | 東日本大震災によりチームが活動自粛 | 東日本大震災によりチームが活動自粛 | 東日本大震災によりチームが活動自粛 |
| 2011             | アルビレックス新潟レディース   | 25               | なでしこ           | 13                                 | 2                                  | -                                  | -                                  | 4                                  | 2                                  | 17                                 | 4                                  |
| 2012             | ベガルタ仙台レディース         | 8                | チャレンジ         | 22                                 | 9                                  | -                                  | -                                  | 2                                  | 0                                  | 24                                 | 9                                  |
| 2013             | ベガルタ仙台レディース         | 8                | なでしこ           | 18                                 | 3                                  | 8                                  | 1                                  | 2                                  | 2                                  | 28                                 | 6                                  |
| 2014             | ベガルタ仙台レディース         | 8                | なでしこ           | 24                                 | 5                                  | -                                  | -                                  | 3                                  | 0                                  | 27                                 | 5                                  |
| 2015             | 日テレ・ベレーザ               | 8                | なでしこ1部        | 23                                 | 3                                  | -                                  | -                                  | 4                                  | 1                                  | 27                                 | 4                                  |
| 2016             | 日テレ・ベレーザ               | 8                | なでしこ1部        | 14                                 | 2                                  | 9                                  | 2                                  | 4                                  | 1                                  | 27                                 | 5                                  |
| 2017             | 日テレ・ベレーザ               | 8                | なでしこ1部        | 14                                 | 1                                  | 9                                  | 1                                  | 3                                  | 0                                  | 26                                 | 2                                  |
| 2018             | 日テレ・ベレーザ               | 8                | なでしこ1部        | 5                                  | 0                                  | 7                                  | 0                                  | 1                                  | 0                                  | 13                                 | 0                                  |
| 2019             | ちふれASエルフェン埼玉         | 28               | なでしこ2部        | 17                                 | 2                                  | 7                                  | 1                                  | 4                                  | 0                                  | 28                                 | 3                                  |
| 2020             | ちふれASエルフェン埼玉         | 28               | なでしこ2部        | 18                                 | 4                                  | -                                  | -                                  | 2                                  | 0                                  | 20                                 | 4                                  |
| 2021-22          | 大宮アルディージャVENTUS       | 8                | WE                 | 17                                 | 1                                  | -                                  | -                                  | 2                                  | 1                                  | 19                                 | 2                                  |
| 2022-23          | 大宮アルディージャVENTUS       | 8                | WE                 | 15                                 | 1                                  | 4                                  | 1                                  | 1                                  | 0                                  | 20                                 | 2                                  |
| 2023-24          | 大宮アルディージャVENTUS       | 8                | WE                 | 9                                  | 0                                  | 3                                  | 0                                  | 0                                  | 0                                  | 12                                 | 0                                  |
| 台湾             | 台湾                           | 台湾             | 台湾               | リーグ戦                           | リーグ戦                           | リーグ杯                           | リーグ杯                           | オープン杯                         | オープン杯                         | 期間通算                           | 期間通算                           |
| 2024             | 高雄AttackersFC                | 17               | 台湾ムーランリーグ | 7                                  | 3                                  | -                                  | -                                  | -                                  | -                                  | 7                                  | 3                                  |
| 通算             | 日本                           | 日本             | 1部                | 246                                | 29                                 | 49                                 | 5                                  | 34                                 | 10                                 | 329                                | 44                                 |
| 通算             | 日本                           | 日本             | 2部                | 73                                 | 15                                 | 7                                  | 1                                  | 8                                  | 0                                  | 88                                 | 16                                 |
| 通算             | 台湾                           | 台湾             | 1部                | 7                                  | 3                                  | -                                  | -                                  | -                                  | -                                  | 7                                  | 3                                  |
| 総通算           | 総通算                         | 総通算           | 総通算             | 326                                | 47                                 | 56                                 | 6                                  | 42                                 | 10                                 | 424                                | 63                                 |

- 日本女子サッカーリーグ
  - 通算200試合出場 - 2015年7月26日 なでしこリーグ1部 レギュラーシリーズ 第13節 アルビレックス新潟レディース戦 (新発田市五十公野公園陸上競技場)
  - 通算250試合出場 - 2019年5月12日 なでしこリーグ2部 第8節 大和シルフィード戦 (埼玉スタジアム2002 第2グラウンド)

- WEリーグ
  - 初出場 - 2021年9月12日 第1節 INAC神戸レオネッサ戦 (ノエビアスタジアム神戸)[20]
  - 初得点 - 2021年12月18日 第11節 ジェフユナイテッド市原・千葉レディース戦 (フクダ電子アリーナ)[20]

### 代表
2012年4月5日 - 日本代表初出場 -  ブラジル戦 (国際親善試合)

#### 主な選出歴
- U-18日本女子代表
  - 2005年 - アディダスカップ アメリカ大会出場

- U-20日本女子代表
  - 2006年 - AFC U-19女子選手権・マレーシア2006出場

- 日本女子代表(なでしこジャパン)
  - 2015年 - アルガルヴェ・カップ2015
  - 2015年 - EAFF女子東アジアカップ決勝大会

#### 試合数
| 日本代表 | 国際Aマッチ | 国際Aマッチ |
| 年       | 出場        | 得点        |
| -------- | ----------- | ----------- |
| 2012     | 1           | 0           |
| 2015     | 3           | 0           |
| 通算     | 4           | 0           |

#### 出場試合
| #  | 開催日        | 開催都市         | スタジアム                 | 対戦国       | 結果  | 監督       | 大会                       | 出典   |
| -- | ------------- | ---------------- | -------------------------- | ------------ | ----- | ---------- | -------------------------- | ------ |
| 1. | 2012年4月5日  | 神戸             | ホームズスタジアム神戸     | ブラジル     | ○ 4-1 | 佐々木則夫 | キリンチャレンジカップ2012 | [ 21 ] |
| 2. | 2015年3月6日  | ファロ ／ ローレ | エスタディオ・アルガルヴェ | ポルトガル   | ○ 3-0 | 佐々木則夫 | アルガルヴェ・カップ2015   | [ 22 ] |
| 3. | 2015年3月11日 | ファロ ／ ローレ | エスタディオ・アルガルヴェ | アイスランド | ○ 2-0 | 佐々木則夫 | アルガルヴェ・カップ2015   | [ 23 ] |
| 4. | 2015年8月4日  | 武漢             | 武漢体育中心               | 韓国         | ● 1-2 | 佐々木則夫 | EAFF東アジアカップ2015     | [ 24 ] |

## タイトル

### クラブ
- 東京電力女子サッカー部マリーゼ
  - 日本女子サッカーリーグ2部：1回（2007年）

- ベガルタ仙台レディース
  - 日本女子サッカーリーグ2部：1回（2012年）

- 日テレ・ベレーザ
  - 日本女子サッカーリーグ：4回（2015年、2016年、2017年、2018年）
  - 皇后杯全日本女子サッカー選手権大会：2回（2017年、2018年）
  - なでしこリーグカップ：2回（2016年、2018年）

- 高雄AttackersFC（中国語版）
  - 台湾ムーランリーグ：1回（2024年）

## 出演
スポーツ番組
- 炎の体育会TV（TBS、2015年9月5日）[25]

雑誌その他
- Jリーグサッカーキング2016年1月号[26]
  - 日テレ・ベレーザ優勝記念トーク 阪口瑞穂×有吉佐織×上辻佑実